# Список депутатов Верховного Совета БАССР 4-го созыва
Депутаты Верховного Совета БАССР четвёртого созыва (211 депутатов)
Верховный Совет Башкирской АССР был образован согласно Конституции БАССР 1937 года. Верховный Совет Башкирской АССР является высшим органом государственной власти в Башкирской АССР, правомочным решать все вопросы, отнесенные Конституцией СССР, Конституцией РСФСР и Конституцией Башкирской АССР к ведению Башкирской АССР. Деятельность Верховного Совета Башкирской АССР основывается на коллективном, свободном, деловом обсуждении и решении вопросов, гласности, регулярной отчетности перед Верховным Советом Башкирской АССР создаваемых им органов, широком привлечении граждан к управлению государственными и общественными делами, постоянном учете общественного мнения.
Осуществление Верховным Советом Башкирской АССР своих полномочий строится на основе активного участия в его работе каждого депутата Верховного Совета Башкирской АССР. Депутат осуществляет свои полномочия, не порывая с производственной или служебной деятельностью.
До 1970-х годов Верховный Совет Башкирской АССР размещался по адресу: БАССР, г. Уфа, ул. Пушкина, д. 106.
Список депутатов Верховного Совета БАССР четвёртого созыва:
- Нуриев, Зия Нуриевич, Председатель Верховного Совета БАССР, Учалинский избирательный округ № 54, Учалинский район
- Сидоренко, Сергей Сергеевич, заместитель Председателя Верховного Совета БАССР, Нарышевский избирательный округ № 44, г. Октябрьский
- Биккулова, Зайтуна Магадеевна  , заместитель Председателя Верховного Совета БАССР, Балтачевский избирательный округ № 182, Балтачевский район
- Абдеев, Заки Ахметсултанович, Айбулякский избирательный округ № 176, Янаульский район
- Абдулхакимов, Абдулхак Нагимович, Бурзянский избирательный округ № 70, Бурзянский район
- Акназаров, Зекерия Шарафутдинович, Миякибашевский избирательный округ № 122, Миякинский район
- Александрова, Клавдия Федоровна, Молотовский избирательный округ № 21, г. Черниковск
- Алексашина Лидия Григорьевна, Шахтинский избирательный округ № 117, Альшеевский район
- Апаев, Алексей Апаевич, Чураевский избирательный округ № 187, Мишкинский район
- Арсланов, Габдрахман Саванихович, Юмакаевский избирательный округ № 166, Бураевский район
- Арсланова, Шагида Уметовна, Заводской избирательный округ № 63, Баймакский район
- Асылгареев, Шарифьян Мухаметшарипович, Карамалы-Губеевский избирательный округ № 133, Кандринский район
- Ахмадеев, Ахат Абдрахманович, Юмагузинский избирательный округ № 78, Юмагузинский район
- Ахмадеев, Мухамет Шайхутдинович, Ямадинский избирательный округ № 174, Янаульский район
- Ахметзянова, Камария Мухаметзяновна, Миякинский избирательный округ № 120, Миякинский район
- Аюпов, Султангали Абдулмахянович, Демский избирательный округ № 15, г. Уфа
- Багаутдинов, Зиннатулла Миннегулович, Чекмагушевский избирательный округ № 150, Чекмагушевский район
- Байбурина, Фагиля Мухамадинуровна, Советский избирательный округ № 3, г. Уфа
- Байрак, Константин Алексеевич, Октябрьский избирательный округ № 46, г. Октябрьский
- Байрушин, Михаил Александрович, Мишкинский избирательный округ № 185, Мишкинский район
- Балаева, Асия Балагутдиновна, Бураевский избирательный округ № 165, Бураевский район
- Батанов, Николай Яковлевич, Хайбуллинский избирательный округ № 68, Хайбуллинский район
- Батыев, Газиз Гилимханович, Ангасякский избирательный округ № 149, Дюртюлинский район
- Батырова, Банат Хайрулловна, Карламанский избирательный округ № 104, Кармаскалинский район
- Батыршина София Сабировна, Нефтепромысловый избирательный округ № 43, г. Октябрьский
- Белалов, Муса Гайсинович, Абзановский избирательный округ № 71, Абзановский район
- Бикбов, Сарвай Шайбакович, Промысловый избирательный округ № 37, г. Ишимбай
- Бочковая, Мария Васильевна, Аслыкульский избирательный округ № 115, Давлекановский район
- Бритов, Иван Григорьевич, Воскресенский избирательный округ № 82, Воскресенский район
- Буранбаев, Нурей Хайретдинович, Наурузовский избирательный округ № 55, Учалинский район
- Быков, Николай Александрович, Сталинский избирательный округ № 18, г. Черниковск
- Быков, Федор Григорьевич, Бирский избирательный округ № 161, Бирский район
- Валеева, Адия Шамсимухаметовна, Ново-Нагаевский избирательный округ № 172, Краснокамский район
- Валеева, Бану Нургалеевна, Стерлибашевский избирательный округ № 85, Стерлибашевский район
- Валиев, Самат Фаттахович, Челкаковский избирательный округ № 167, Бураевский район
- Валиев, Хадый Валиевич, Услинский избирательный округ № 88, Стерлитамакский район
- Васильев, Павел Ефимович, Кош-Елгинский избирательный округ № 124, Бижбулякский район
- Вахитов, Гафур Шакурович, Больше-Устьикинский избирательный округ № 206, Мечетлинский район
- Вдовин, Анатолий Иванович, Зирганский избирательный округ № 80, Мелеузовский район
- Веретенников, Александр Павлович, Белокатайский избирательный округ № 208, Белокатайский район
- Виноградова, Татьяна Дмитриевна, Белебеевский избирательный округ № 128, Белебеевский район
- Галикеев, Габидулла Хакимович, Турсагалинский избирательный округ № 99, Аургазинский район
- Галяутдинов, Габдулла Галяутдинович, Николо-Березовский избирательный округ № 171, Краснокамский район
- Гатауллин, Шаих Мурзинович, Дуванский избирательный округ № 204, Дуванский район
- Гаттаров, Шамсимухамат Гаттарович, Янаульский избирательный округ № 173, Янаульский район
- Гизатуллина Галия Насиповна, Первомайский избирательный округ № 33, г. Стерлитамак
- Гильванов, Ахмет-Султан Набиевич, Старо-Куручевский избирательный округ № 142, Бакалинский район
- Гильфанова, Мадина Садреевна, Зириклинский избирательный округ № 139, Шаранский район
- Глазунов, Иван Ванифатьевич, Насибашевский избирательный округ № 202, Салаватский район
- Григорьев, Захар Борисович, Советский избирательный округ № 39, г. Белорецк
- Губайдуллин, Хурмат Шайдуллинович, Ермекеевский избирательный округ № 126, Ермекеевский район
- Данилко, Георгий Петрович, Железнодорожный избирательный округ № 35, г. Стерлитамак
- Доронина Таисия Марковна, Ахмеровский избирательный округ № 92, Макаровский район
- Егорова, Мария Ильинична, Пугачевский избирательный округ № 84, Федоровский район
- Емельянов, Василий Нестерович, Иглинский избирательный округ № 197, Иглинский район
- Еникеев, Сулейман Ахметгареевич, Васильевский избирательный округ № 76, Куюргазинский район
- Еркеев, Идиатша Ахметшевич, Старо-Калмашевский избирательный округ № 151, Чекмагушевский район
- Ефимова, Федосия Григорьевна, Толбазинский избирательный округ № 98, Аургазинский район
- Загафуранов, Файзрахман Загафуранович, Петровский избирательный округ № 91, Макаровский район
- Зайдуллин, Габтелфаяз Набиевич, Караидельский избирательный округ № 190, Караидельский район
- Захаров, Виктор Михайлович, Усень-Ивановский избирательный округ № 131, Белебеевский район
- Зиннатуллин, Мутигулла Зиннатуллинович, Урмиязовский избирательный округ № 179, Аскинский район
- Зленко, Леонид Ефимович, Аксеновский избирательный округ № 119, Альшеевский район
- Зуева, Антонина Михайловна, Аскинский избирательный округ № 180, Аскинский район
- Ибрагимов, Усман Ахметсултанович, Ташбулатовский избирательный округ № 61, Абзелиловский район
- Игнатьев, Семен Денисович, Дюртюлинский избирательный округ № 147, Дюртюлинский район
- Изгин, Закир Искандерович, Кугарчинский избирательный округ № 74, Кугарчинский район
- Исрафилова, Мушарафа Сагадатовна, Салаватский избирательный округ № 16, г. Черниковск
- Ишмухаметов, Рауль Ахметгареевич, Центральный избирательный округ № 52, г. Салават
- Казармщиков, Илья Христофорович, Аскаровский избирательный округ № 60, Абзелиловский район
- Калимуллин, Мухлисулла Идиятуллинович, Матраевский избирательный округ № 67, Матраевский район
- Камалов, Хамис Камалович, Мраковский избирательный округ № 73, Кугарчинский район
- Каменев, Петр Ильич, Сибаевский избирательный округ № 64, г. Баймак
- Караваев, Дмитрий Михайлович, Осиновский избирательный округ № 164, Бирский район
- Карачурина Магруй Гильмановна, Кировский избирательный округ № 4, г. Уфа
- Каримов, Хаким Газизович, Кигинский избирательный округ № 210, Кигинский район
- Каримский Муса Файзрахманович, Зилим-Карановский избирательный округ № 97, Гафурийский район
- Катков, Леонид Тимофеевич, Западный избирательный округ № 32, г. Стерлитамак
- Киселев, Виктор Семенович, Железнодорожный избирательный округ № 11, г. Уфа
- Клементьев, Василий Александрович, Ленинский избирательный округ № 7, г. Уфа
- Князева, Надежда Ивановна, Матросовский избирательный округ № 29, г. Черниковск
- Коваленко, Константин Иосифович, Туймазинский-Северный избирательный округ № 134, Туймазинский район
- Кожин, Иван Акимович, Аитовский избирательный округ № 125, Бижбулякский район
- Коняева, Прасковья Дмитриевна, Преображенский избирательный округ № 89, Стерлитамакский район
- Королев, Александр Николаевич, Тирлянский избирательный округ № 42, г. Белорецк
- Крузе Лидия Альбертовна, Архангельский избирательный округ № 101, Архангельский район
- Крупеня Василий Никитович, Михайловский избирательный округ № 87, Стерлитамакский район
- Кувшинов, Николай Александрович, Железнодорожный избирательный округ № 49, г. Кумертау
- Кудашев, Сайфи Фаттахович, Ново-Троицкий избирательный округ № 111, Чишминский район
- Кудоярова, Минибану Мирсаитовна, Нижегородский избирательный округ № 9, г. Уфа
- Кунаккужина Зулейха Фахретдиновна, Поляковский избирательный округ № 53, Учалинский район
- Курдакова, Мария Григорьевна, Тавтимановский избирательный округ № 198, Иглинский район
- Кутдузаманов, Кутдубай Кутдусович, Булганинский избирательный округ № 25, г. Черниковск
- Кутиев, Русий Кутиевич, Краснохолмский избирательный округ № 169, Калтасинский район
- Кутушев, Наиль Муллаянович, Верхне-Яркеевский избирательный округ № 146, Илишевский район
- Латыпов, Газим Галимович, Баймакский избирательный округ № 62, Баймакский район
- Лепихин, Константин Прокопьевич, Яныбаевский избирательный округ № 209, Белокатайский район
- Литапов, Иван Анисимович, Мрясимовский избирательный округ № 189, Баймакский район
- Лукманов, Сабир Закирзянович, Ново-Балтачевский избирательный округ № 183, Балтачевский район
- Любушкин, Виктор Васильевич, Тубинский избирательный округ № 66, Баймакский район
- Мавлютова, Магрифа Закиевна, Строительный избирательный округ № 50, г. Салават
- Мальцев, Михаил Матвеевич, Благовещенский городской избирательный округ № 195, Благовещенский район
- Мастрюков, Степан Андреевич, Центральный избирательный округ № 31, г. Стерлитамак
- Матвиевский Павел Петрович, Туканский избирательный округ № 57, Белорецкий район
- Махмутов, Бадретдин, Махмутович, Ждановский избирательный округ № 26, г. Черниковск
- Медведев, Иван Дмитриевич, Янгискаинский избирательный округ № 96, Гафурийский район
- Мигранов, Раис Хадыевич, Табынский избирательный округ № 95, Гафурийский район
- Мирхаязова, Фаузия Курбангалиевна, Агардинский избирательный округ № 157, Благоварский район
- Митрофанова, Наталия Егоровна, Бакалинский избирательный округ № 141, Бакалинский район
- Михайлова, Екатерина Федоровна, Сталинский избирательный округ № 8, г. Уфа
- Мубаряков, Арслан Кутлыахметович, Нуримановский избирательный округ № 191, Нуримановский район
- Мульдрякова, Мария Васильевна, Бижбуляковский избирательный округ № 123, Бижбулякский район
- Муртазина Латыфа Сиразетдиновна, Кармановский избирательный округ № 175, Янаульский район
- Мусалямов, Вильдан Гильманович, Шахтерский избирательный округ № 48, г. Кумертау
- Мусина Гульсира Шарафутдиновна, Серафимовский избирательный округ № 137, Туймазинский район
- Мустафин, Киям Халилович, Федоровский избирательный округ № 83, Федоровский район
- Мустафина Фатыма Хамидовна, Кандринский избирательный округ № 132, Кандринский район
- Мухьярова, Минсылу Хаберьяловна, Ново-Балтачевский избирательный округ № 152, Чекмагушевский район
- Набиуллин, Валей Габеевич, Языковский избирательный округ № 156, Благоварский район
- Назаров, Михаил Семенович, Володарский избирательный округ № 13, г. Уфа
- Назиров, Шариф Нигматович, Кушнаренковский избирательный округ № 158, Кушнаренковский район
- Насибуллина Альфия Насибуллиновна, Старо-Базановский избирательный округ № 163, Бирский район
- Насибуллин, Гарифулла Мухамадуллович, Кармаскалинский избирательный округ № 103, Кармаскалинский район
- Насыров, Анвар Хатипович, Менеуз-Тамакский избирательный округ № 121, Миякинский район
- Нигмаджанов, Гильман Вильданович, Шаран-Баш-Князевский избирательный округ № 140, Шаранский район
- Нухова, Бибисамига Габсамиховна, Калининский избирательный округ № 17, г. Черниковск
- Овчаренко, Василий Моисеевич, Октябрьский избирательный округ № 40, г. Белорецк
- Окулова, Раиса Константиновна, Свердловский избирательный округ № 27, г. Черниковск
- Осипов, Александр Ильич, Бишкаиновский избирательный округ № 100, Аургазинский район
- Ососкова, Ксения Афанасьевна, Шакшинский избирательный округ № 109, Уфимский район
- Павлов, Федор Максимович, Чуюнчинский избирательный округ № 114, Давлекановский район
- Пакуев, Григорий Михайлович, Первомайский избирательный округ № 81, Мелеузовский район
- Пасюнин, Николай Дмитриевич, Заводской избирательный округ № 51, г. Салават
- Перфильева, Екатерина Константиновна, Верхне-Авзянский избирательный округ № 59, Белорецкий район
- Петров, Сергей Павлович, Улу-Телякский избирательный округ № 200, Улу-Телякский район
- Платунов, Сергей Григорьевич, Молотовский избирательный округ № 12, г. Уфа
- Половинкина Антонина Михайловна, Аксаковский избирательный округ № 129, Белебеевский район
- Попков, Потап Емельянович, Орджоникидзевский избирательный округ № 23, г. Черниковск
- Попова, Елена Дмитриевна, Фрунзенский избирательный округ № 1, г. Уфа
- Порозов, Алексей Яковлевич, Давлекановский избирательный округ № 113, Давлекановский район
- Приходько, Александр Никифорович, Месягутовский избирательный округ № 205, Дуванский район
- Раянова, Гульслу Багаутдиновна, Абдрашитовский избирательный округ № 118, Альшеевский район
- Рогожина Елена Ивановна, Левобережный избирательный округ № 38, г. Ишимбай
- Рудакова, Елена Ивановна, Ленинский избирательный округ № 19, г. Черниковск
- Сабитов, Марган Карамович, Салаватский избирательный округ № 203, Салаватский район
- Сабуров, Владимир Александрович, Кшлау-Елгинский избирательный округ № 181, Аскинский район
- Садыкова, Марва Хамидулловна, Красноусольский избирательный округ № 94, Гафурийский район
- Садыков, Шариф Нафикович, Араслановский избирательный округ № 86, Стерлибашевский район
- Саитбатталов, Сулейман Фахретдинович, Татышлинский избирательный округ № 177, Татышлинский район
- Саитов, Хайдар Мухаметгарифович, Ишлинский избирательный округ № 106, Бузовьязовский район
- Саитов, Хамит Шагибакович, Центральный избирательный округ № 36, г. Ишимбай
- Сайранов, Хайдар Сайранович, Буздякский избирательный округ № 153, Буздякский район
- Салихзянов, Сафук Салихзянович, Старо-Туймазинский избирательный округ № 136, Туймазинский район
- Сарычев, Николай Николаевич, Затонский избирательный округ № 10, г. Уфа
- Сатаев, Ахмет Карамеевич, Кузеевский избирательный округ № 155, Буздякский район
- Сафина Васлима Шакирзяновна, Нижне-Карышевский избирательный округ № 184, Балтачевский район
- Сафонов, Петр Федорович, Серменевский избирательный округ № 56, Белорецкий район
- Сахаутдинова, Азалия Миннегараевна, Курдымский избирательный округ № 178, Татышлинский район
- Саяпов, Тимир Шаймухаметович, Бузовьязовский избирательный округ № 105, Бузовьязовский район
- Семенова, Екатерина Семеновна, Кельтеевский избирательный округ № 170, Калтасинский район
- Сидоров, Федор Хрисанфович, Наумовский избирательный округ № 90, Стерлитамакский район
- Скачков, Виктор Иванович, Раевский избирательный округ № 116, Альшеевский район
- Смирнова, Валентина Алексеевна, Дмитриевский избирательный округ № 107, Уфимский район
- Соболев, Евгений Федорович, Горьковский избирательный округ № 6, г. Уфа
- Стариков, Алексей Маркович, Горьковский избирательный округ № 22, г. Черниковск
- Страупе Борис Петрович, Павловский избирательный округ № 192, Нуримановский район
- Сулейманов, Шариф Сулейманович, Баишевский избирательный округ № 148, Дюртюлинский район
- Султанов, Ахмадей Сафуанович, Сайрановский избирательный округ № 93, Макаровский район
- Султанова, Фаина Гареевна, Инзерский избирательный округ № 102, Архангельский район
- Султаншина Сагида Султаншиновна, Байкибашевский избирательный округ № 188, Байкибашевский район
- Сысолятин, Павел Аполосович, Покровский избирательный округ № 194, Покровский район
- Тамарова, Анна Тимофеевна, Краснознаменский избирательный округ № 34, г. Стерлитамак
- Тимченко, Григорий Матвеевич, Ермолаевский избирательный округ № 75, Куюргазинский район
- Токарев, Евлампий Тимофеевич, Шариповский избирательный округ № 160, Кушнаренковский район
- Толмачев, Анатолий Алексеевич, Ленинский избирательный округ № 47, г. Кумертау
- Тощевиков, Константин Петрович, Мелеузовский избирательный округ № 79, Мелеузовский район
- Уразбахтин, Нурулла Хабибрахманович, Калтасинский избирательный округ № 168, Калтасинский район
- Усманова, Биби Камалетдиновна, Южный избирательный округ № 30, г. Стерлитамак
- Усманов, Галлям Мугаллимович, Инзерский избирательный округ № 58, Белорецкий район
- Фаизов, Файзрахман Валетдинович, Чишминский избирательный округ № 110, Чишминский район
- Фаткуллин, Самей Калеевич, Первомайский избирательный округ № 20, г. Черниковск
- Фаттахов, Мансур Фаттахович, Ново-Кулевский избирательный округ № 193, Нуримановский район
- Феоктистов, Василий Степанович, Баженовский избирательный округ № 162, Бирский район
- Хабибуллин, Габдрахман Сулейманович, Мавлютовский избирательный округ № 186, Мишкинский район
- Халикова, Малика Габдулисламовна, Андреевский избирательный округ № 145, Илишевский район
- Халимов, Фахретдин, Шарафеевич, Шаранский избирательный округ № 138, Шаранский район
- Халфин, Габдрахман Хусаинович, Аделькинский избирательный округ № 130, Белебеевский район
- Харисов, Галлямгир Харисович, Комсомольский избирательный округ № 45, г. Октябрьский
- Харисова, Магипарваз Габдельхатовна, Карановский избирательный округ № 154, Буздякский район
- Харрасов, Сунагат Нигаматович, Рудный избирательный округ № 65, Баймакский район
- Хатмуллина Мукарама Низамовна, Октябрьский избирательный округ № 5, г. Уфа
- Хисматуллина Накия Абдулхаковна, Зианчуринский избирательный округ № 72, Зианчуринский район
- Хисматуллина Фарида Таминдаровна, Заводской избирательный округ № 41, г. Белорецк
- Хламушкин, Николай Степанович, Дурасовский избирательный округ № 112, Чишминский район
- Хованская Евгения Яковлевна, Строительный избирательный округ № 24, г. Черниковск
- Хорошавин, Александр Васильевич, Дзержинский избирательный округ № 28, г. Черниковск
- Хуснутдинов, Багау Салахович, Старо-Тураевский избирательный округ № 127, Ермекеевский район
- Цепилова, Евдокия Александровна, Лемез-Тамаковский избирательный округ № 207, Мечетлинский район
- Чуева, Анна Николаевна, Отрадинский избирательный округ № 77, Куюргазинский район
- Чурсин, Кузьма Гаврилович, Булгаковский избирательный округ № 108, Уфимский район
- Шафиков, Габбас Фатх-Рахманович, Туканский избирательный округ № 57
- Шафиков, Мухаррам Шафикович, Туймазинский-Южный избирательный округ № 135, Туймазинский район
- Шелепова, Нина Александровна, Благовещенский сельский избирательный округ № 196, Благовещенский район
- Шепель Надежда Федоровна, Нижне-Лемезинский избирательный округ № 201, Улу-Телякский район
- Шишко, Александр Иванович, Охлебининский избирательный округ № 199, Иглинский район
- Яковлев, Дмитрий Иванович, Зилаирский избирательный округ № 69, Зилаирский район
- Янбухтина Зайнаб Мухаметовна, Старо-Тукмаклинский избирательный округ № 159, Кушнаренковский район
- Янгиров, Марван Янгирович, Заводской избирательный округ № 14, г. Уфа
- Янгуразов, Абдрахман Абдулкаримович, Рсаевский избирательный округ № 144, Илишевский район
- Яруллина Фатыма Ярулловна, Ждановский избирательный округ № 2, г. Уфа
- Ясенева, Александра Николаевна, Мустафинский избирательный округ № 143, Бакалинский район